# Francesc Dorca i Parra
Francesc Xavier Dorca i Parra (Girona, 12 de maig de 1737 - 31 de març de 1806) fou un religiós, historiador i erudit gironí.
Fill de Bonifaci Dorca, apotecari de Girona i de Narcisa Parra. Des de la seva joventut es dedicà a la carrera de les lletres a la Universitat de Cervera, on ensenyà després jurisprudència i lletres humanes durant molts anys. Cansat d'aquesta feina es retirà de canonge a Girona, i dedicant-se enterament a exercicis devots i a l'estudi de les ciències, adquirí vastos coneixements d'aquestes. No li eren estranyes les llengües vives, ni la grega; i es dedicà a instruir-se en les regles de la crítica, per a entrar en l'estudi de la història.

## Obres
Escrigué una obra titulada «Coleccion de noticias para la historia de los santos mártires de Gerona, y de otras relativas á la Sta. Iglesia de la misma Ciudad señaladamente en òrden á la catedralida y conexion con la insigne colegiata de S. Felix, á su restablecimiento por Carlomagno y á la necesidad de rectificarse el episcopologio de las sinodales». Aquesta obra quedà manuscrita quan morí, i el seu cosí José Dorca que també fou canonge de Girona la publicà i imprimí a Barcelona en casa de Tecla Pla viuda. El pròleg manifesta el bon gust i fina crítica de l'autor: escudant-se amb els crítics de millors notes, copiant les seves regles per a discernir entre allò veritable i allò fals, allò autèntic i apòcrif.
Els seus deixebles imprimiren l'oració que pronuncià en l'aniversari de Felip V amb el títol: «Inter solemnia parentalis Philippi V magnanimi Cervar andemiae conditioris munificientissimi Oratio»... i després una altra oració que pronuncià en la seva aula el 1774 donant gràcies als seus deixebles titulada «Cum ego semper, ornatissimi auditores, ad honc vestram florentissimam coronam libenti
soleo gaudentique animo venire, tumvero hodie...»
Escrigué a més:
- «Verdadera idea de la sociedad civil, gobierno y soberanis temporal» (1803)
- «De las ventajas del gobierno monárquico »1803
- «Manual de reflexiones sobre la verdadera religion católica, o motivos de la credibilidad» (1804)
- «Discurso en que se manifiestes que la potestada soberana la reciben los principes immediatamentes de Dios y no del pueblo »1806.

També escrigué discursos en llatí dels que Torras i Amat en recul quatre:
- «Francisci Xavierii Dorca Gerund. jur. civ. doct. et ex-professoris humanior. litter.Ref. cervar acad. orationes 4. Cervariae lacetonorum typis academicis en 4º. menor»
- «Memorias y noticias para la historia de S. Felix martir gerundense, llamado el Africano» (1799), impresa per José de Vega cavaller erudit i íntim amic seu, però no consta el seu nom segons Tores Amat que diu que és una obra petita, però plena de crítica i erudició, i molt apreciada dels savis.
- «Discurso sobre el primado del Papa» (Girona, 1802).
- «Sobre la potestad del obispo» (Girona 1803), aquests dos darrers reimpresos junts a Girona el 1823.

Queden manuscrites altres obres menors molt precisos, com l'«Episcopologio de la iglesia de Gerona. Discursos filosóficos».